# ویلیام ماکونا
ویلیام ماکونا (انگلیسی: William Mokoena؛ زادهٔ ۳۱ مهٔ ۱۹۷۳) یک بازیکن فوتبال اهل آفریقای جنوبی است.
وی همچنین در تیم ملی فوتبال آفریقای جنوبی بازی کرده‌است.